# Conac

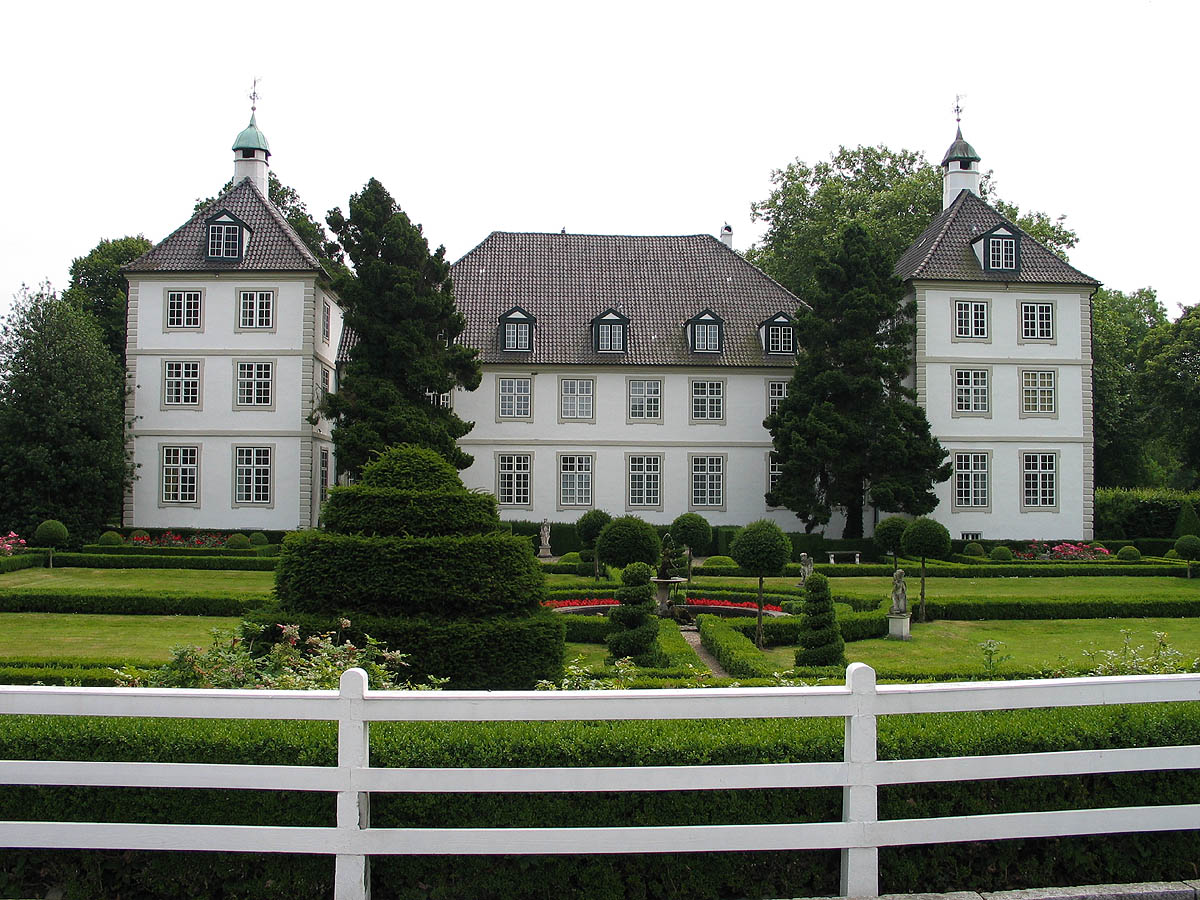
Conacul de pe moșia Panker

Conacul este reședința din provincie a nobililor feudali, sau boierilor, moșierilor mari proprietari de pământ. În cadrul satelor mari de pe marile proprietăți, în centru se afla conacul proprietarului (villa rustica), iar lângă el locuințele pentru muncitorii agricoli. Ele sunt clădiri diferite de castel, dar nu se poate face între ele o delimitare clară.

### Etimologie
Cuvântul românesc conac provine din cuvântul din limba turcă konak, cu același sens.

## Caractere generale
Conacul se deosebește de un castel prin funcția lui și poziția lui centrală pe un teren agricol nefiind situat într-o poziție strategică ca un castel. De aici proprietarul putea supraveghea și administra mai ușor activitatea iobagilor de pe câmp. Castelul avea mai ales un caracter reprezentativ. Conacele fiind de construcție mai puțin robustă ca un castel și aveau o intrare cu o poartă largă.

## Conace

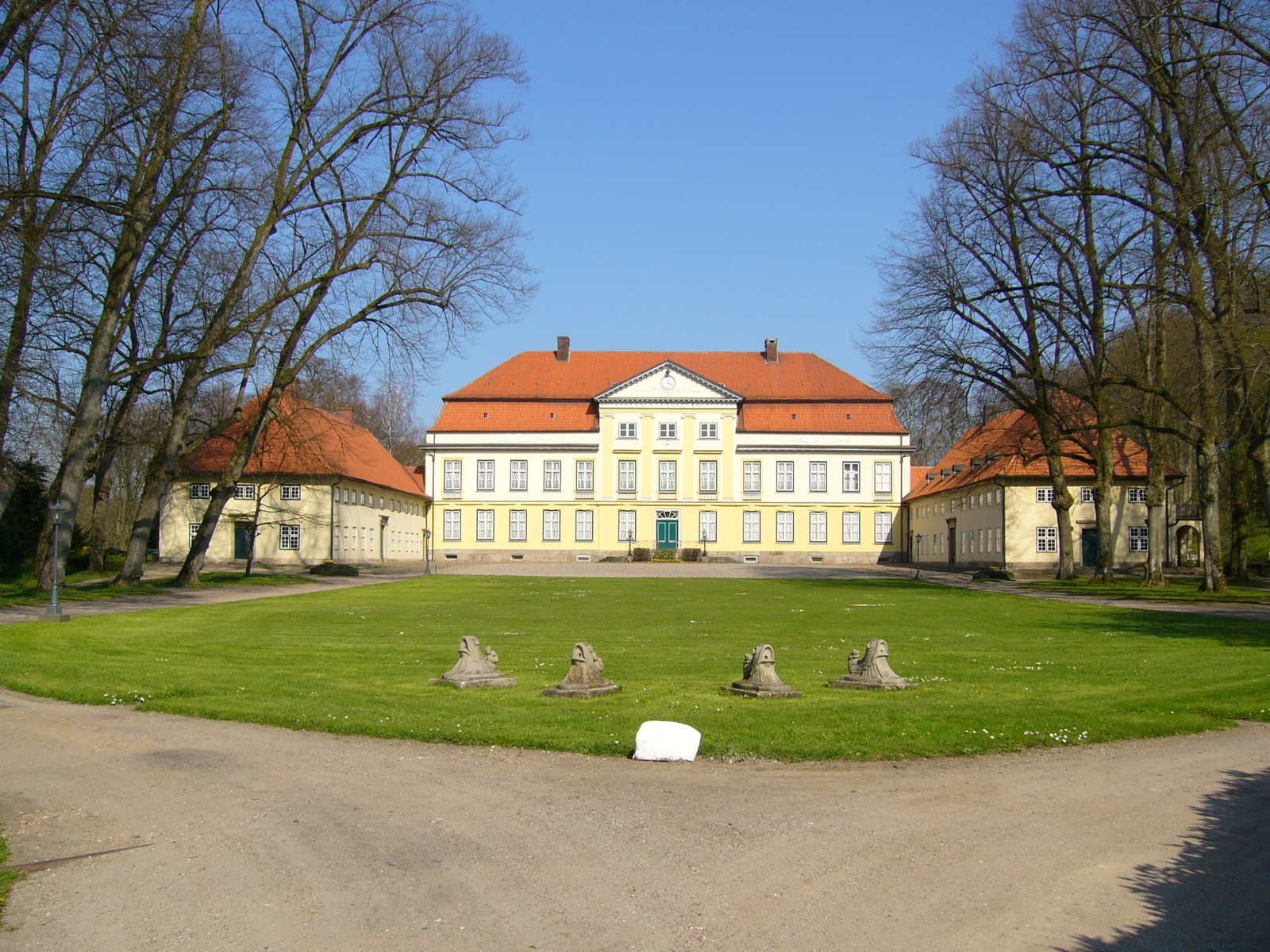
Conacul de pe moșia Emkendorf

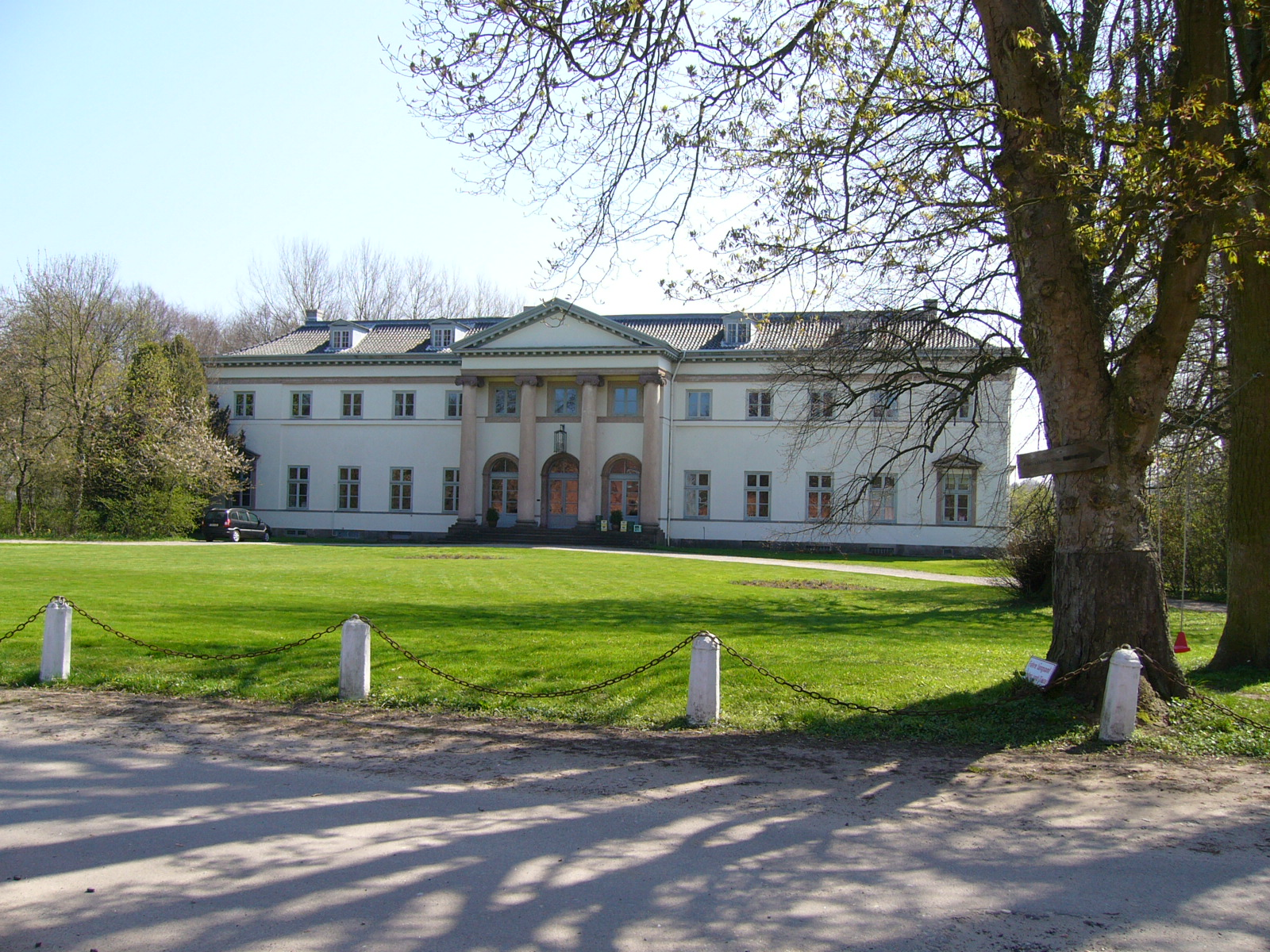
Conacul de pe moșia Knoop

- Conacul Wellingsbüttel din Hamburg
- In Schleswig-Holstein
  - Gut Hasselburg
  - Gut Wahlstorf
  - Gut Knoop
  - Doppelhaus (Schleswig-Holstein)
  - Landeskulturzentrum Salzau
  - Schloss Ahrensburg
  - Priorat St.Ansgar (Nütschau)
  - Schloss Glücksburg (Glücksburg)
- In Nordrhein-Westfalen
  - Haus Stapel
  - Haus Rüschhaus
  - Haus Kemnade
  - Wasserschloss Haus Bodelschwingh
- In Brandenburg
  - Castelul Blankensee (Brandenburg)
- In Mecklenburg-Vorpommern
  - Conacul familiei Maltzahn

## Legături externe
- „conac” la DEX online